# SCNM1
SCNM1 (англ. Sodium channel modifier 1) – білок, який кодується однойменним геном, розташованим у людей на 1-й хромосомі. Довжина поліпептидного ланцюга білка становить 230 амінокислот, а молекулярна маса — 25 949.
| 10         |  | 20         |  | 30         |  | 40         |  | 50         |
| ---------- |  | ---------- |  | ---------- |  | ---------- |  | ---------- |
| MSFKREGDDW |  | SQLNVLKKRR |  | VGDLLASYIP |  | EDEALMLRDG |  | RFACAICPHR |
| PVLDTLAMLT |  | AHRAGKKHLS |  | SLQLFYGKKQ |  | PGKERKQNPK |  | HQNELRREET |
| KAEAPLLTQT |  | RLITQSALHR |  | APHYNSCCRR |  | KYRPEAPGPS |  | VSLSPMPPSE |
| VKLQSGKISR |  | EPEPAAGPQA |  | EESATVSAPA |  | PMSPTRRRAL |  | DHYLTLRSSG |
| WIPDGRGRWV |  | KDENVEFDSD |  | EEEPPDLPLD |  |            |  |            |

A: Аланін

C: Цистеїн

D: Аспарагінова кислота

E: Глутамінова кислота

F: Фенілаланін

G: Гліцин

H: Гістидин

I: Ізолейцин

K: Лізин

L: Лейцин

M: Метіонін

N: Аспарагін

P: Пролін

Q: Глутамін

R: Аргінін

S: Серин

T: Треонін

V: Валін

W: Триптофан

Кодований геном білок за функцією належить до фосфопротеїнів. 
Задіяний у таких біологічних процесах, як процесинг мРНК, сплайсинг мРНК, альтернативний сплайсинг. 
Білок має сайт для зв'язування з іонами металів, іоном цинку. 
Локалізований у ядрі.